# Двадесет прва изложба УЛУС-а (1956)
Двадесет прва изложба УЛУС-а (1956) је трајала од 30. априла до 15. маја и од 17. до 31. маја 1956. године. Одржана је у галеријском простору Удружења ликовних уметника Србије односно у Уметничком павиљону "Цвијета Зузорић", у Београду.

## Излагачи

### Сликарство
Радови изложени од 30. априла до 15. маја:
1. Андреја Андрејевић
2. Крста Андрејевић
3. Милош Бабић
4. Аделина Бакотић-Влајнић
5. Милорад Балаћ
6. Боса Беложански
7. Игор Белохлавек
8. Никола Бешевић
9. Петар Бибић
10. Јован Бијелић
11. Емил Боб
12. Слободан Богојевић
13. Перо Бодрожа
14. Милан Божовић
15. Ђорђе Бошан
16. Коста Брадић
17. Војтех Братуша
18. Тивадар Вањек
19. Милена Велимировић
20. Живојин Влајнић
21. Лазар Возаревић
22. Лазар Вујаклија
23. Димитрије-Мића Вујовић
24. Живан Вулић
25. Слободан Гавриловић
26. Оливера Галовић-Протић
27. Милош Гвозденовић
28. Ратомир Глигоријевић
29. Драгомир Глишић
30. Милош Голубовић
31. Никола Граовац
32. Александар Грбић
33. Винко Грдан
34. Ксенија Дивјак
35. Мило Димитријевић
36. Дана Докић
37. Светозар-Заре Ђорђевић
38. Ксенија Илијевић
39. Сава Ипић
40. Иван Јакобчић
41. Љубомир Јанковић
42. Мирјана Јанковић
43. Мара Јелесић
44. Александар Јеремић
45. Богдан Јовановић
46. Богољуб Јовановић
47. Гордана Јовановић
48. Ђорђе Јовановић
49. Милош Јовановић
50. Сергије Јовановић
51. Вера Јосифовић
52. Оливера Кангрга
53. Богомил Карлаварис
54. Милан Керац
55. Милан Кечић
56. Радивоје Кнежевић
57. Љиљана Ковачевић
58. Јарослав Кратина
59. Лиза Крижанић-Марић
60. Марко Крсмановић
61. Јован Кукић
62. Мајда Курник
63. Гордана Лазић
64. Светолик Лукић
65. Душан Љубојевић

Радови изложени од 17. до 31. маја:
1. Петар Мајак
2. Милан Маринковић
3. Радомир Матејић
4. Радослав Миленковић
5. Душан Миловановић
6. Милан Миљковић
7. Драгутин Митриновић
8. Милун Митровић
9. Милорад-Бата Михаиловић
10. Мирјана Михаћ
11. Велизар-Васа Михић
12. Душан Мишковић
13. Петар Младеновић
14. Светислав Младеновић
15. Марклен Мосијенко
16. Живорад Настасијевић
17. Добривоје Николић
18. Рајко Николић
19. Сава Николић
20. Мирјана Николић-Пећинар
21. Владислав Новосел
22. Шандор Олах
23. Миливоје Олујић
24. Бранко Омчикус
25. Анкица Опрешник
26. Лепосава Ст. Павловић
27. Споменка Павловић
28. Чедомир Павловић
29. Јефта Перић
30. Павле Петрик
31. Михаило Петров
32. Јелисавета Ч. Петровић
33. Љубиша Петровић
34. Слободан Петровић
35. Милорад Пешић
36. Ђорђе Поповић
37. Зора Поповић
38. Милан Поповић
39. Мирко Почуча
40. Божидар Продановић
41. Михаило-Бата Протић
42. Влада Радовић
43. Иван Радовић
44. Божидар Раднић
45. Ђуро Радоњић
46. Милан Радоњић
47. Бошко Рисимовић
48. Ратимир Руварац
49. Федор Соретић
50. Слободан Сотиров
51. Младен Србиновић
52. Десанка Станић
53. Бранко Станковић
54. Боривоје Стевановић
55. Милица Стевановић
56. Едуард Степанчић
57. Драгослав Стојановић-Сип
58. Живко Стојсављевић
59. Светислав Страла
60. Рафаило Талви
61. Ђурђе Теодоровић
62. Александар Томашевић
63. Десанка Томић
64. Дмитар Тривић
65. Стојан Трумић
66. Стојан Ћелић
67. Милорад Ћирић
68. Бранко Филиповић
69. Коста Хакман
70. Антон Хутер
71. Иван Цветко
72. Љубомир Цинцар-Јанковић
73. Милан Цмелић
74. Јадвига Четић
75. Милан Четић
76. Вера Чохаџић
77. Милена Чубраковић
78. Мирјана Шипош
79. Милена Шотра

### Вајарство
Радови изложени од 30. априла до 15. маја:
1. Градимир Алексић
2. Габор Алмаши
3. Борис Анастасијевић
4. Милан Бесарабић
5. Ана Бешлић
6. Марко Брежанин
7. Радмила Будисављевић-Вујошевић
8. Вука Велимировић
9. Војислав Вујисић
10. Матија Вуковић
11. Ангелина Гаталица
12. Нандор Глид
13. Анте Гржетић
14. Савица Дамјановић
15. Стеван Дукић
16. Душан Иванишевић
17. Олга Ивањицки
18. Олга Јанчић
19. Божидар Јововић
20. Видосава Јоцић
21. Лепосава-Мира Јуришић
22. Јован Кратохвил
23. Момчило Крковић
24. Милован Крстић
25. Мирјана Кулунџић-Летица
26. Ото Лого

Радови изложени од 17. до 31. маја:
1. Мира Марковић-Сандић
2. Франо Менегело-Динчић
3. Периша Милић
4. Славољуб Миловановић
5. Небојша Митрић
6. Живорад Михаиловић
7. Божидар Обрадовић
8. Димитрије Парамендић
9. Владета Петрић
10. Славка Петровић-Средовић
11. Миша Поповић
12. Екатарина Ристивојев
13. Љубинка Савић-Граси
14. Милош Сарић
15. Драгутин Спасић
16. Славољуб Станковић
17. Живојин Стефановић
18. Ристо Стијовић
19. Војин Стојић
20. Радивој Суботички
21. Јелисавета Шобер